# Andrea Maffei
Andrea Maffei (19 de abril de 1798 - 27 de noviembre de 1885) fue un poeta, traductor y libretista italiano.  

## Biografía
Maffei nació en Molina di Ledro, Trentino.
Discípulo de Vincenzo Monti, formó parte de la cultura literaria clasicista italiana del siglo XIX. Se graduó en Ciencias del Derecho y se mudó durante un tiempo a Verona, luego a Venecia y finalmente a Milán, donde en 1831 contrajo matrimonio con la condesa Clara Spinelli. Se separaron por consenso mutuo el 15 de junio de 1846.
Maffei hablaba varios idiomas con soltura; debido a esta habilidad, tradujo varias obras de literatura inglesa y alemana al italiano, en especial las obras de Friedrich Schiller, Otelo y La tempestad de Shakespeare, varias obras de Goethe (incluyendo Fausto) y El paraíso perdido, de John Milton. En sus traducciones trató de adaptar el pensamiento original del autor al del público literario italiano. Además de traductor, fue poeta romántico. Trabajó junto a Giuseppe Verdi en la composición del famoso libreto de I masnadieri, basado en la obra de Schiller, y reescribió algunos versos del libreto de Francesco Maria Piave para la versión en ópera de Macbeth. También trabajó como libretista en equipo con Pietro Mascagni, como escritor del texto para su Il Re a Napoli in Cremona (1885) y Guglielmo Ratcliff (1895, de la obra de 1822 de Heinrich Heine titulada William Ratcliff).
Además de Verdi, Maffei también trabó amistad con otros personajes de la escena cultural italiana de la época, incluyendo a Vincenzo Monti, Antonio Rosmini, Gino Capponi, Mario Rapisardi, Carlo Tenca, el pintor Francesco Hayez, y los escultores Vincenzo Vela y Giovanni Dupré. Las principales figuras culturales del resto de Europa también lo visitaron en su casa en Milán, incluyendo a Liszt y Stendhal. En 1879 Andrea Maffei asumió el cargo de Senador del Reino de Italia y participó en la vida política de su nación. A mediados del siglo XIX, pasó largas temporadas en Riva del Garda, donde organizó su rica colección de arte y donde, en 1935, el Liceo classico fue nombrado en su honor.
Falleció en Milán en 1885.

## Obras

### Traducciones

#### Gessner
- Idilli di Gessner (1821)

#### Thomas Moore
- Gli amori degli angeli (1836)
- Canti orientali (1836)
- Gli amori degli angioli (1839)

#### Byron
- Caino (1852)
- Cielo e terra (1853)
- Parisina (1853)
- Misteri e novelle (1868)

#### Goethe
- Arminio e Dorotea (1864)
- Fausto (1866)

#### Schiller
- La sposa di Messina (1827)
- Maria Stuarda (1829)
- La vergine d'Orleans (1830)
- Guglielmo Tell (1835)
- Maria Stuarda (1835)
- Guglielmo Tell (1844)
- Cabala ed amore (1852)
- La congiura del Fiesco (1853)
- Turandot (1863)[1]

#### Otras
- Le satire e le epistole (después de 1853)
- Il paradiso perduto (El paraíso perdido, de Milton, 1857)
- Struensee (1863)
- Guglielmo Ratcliff (de Heinrich Heine, 1875)
- L'ode a Pirra (de Horacio, c. 1880)
- Poeti tedeschi (German poets, 1901)

### Obras originales
- La preghiera  (1829)
- Studi poetici (1831)
- Dal Benaco (1854)
- Poesie varie (1859)
- Arte, affetti, fantasie (1864)
- E' morto il re! (1878)
- Liriche (1878)
- Affetti (1885)
- Ghirlanda per una sposa (1886)

### Libretos
- I masnadieri (Her Majesty's Theatre, Londres, 22 de julio de 1847, música de Giuseppe Verdi)
- David Riccio: drama en dos actos, con prólogo (1849) música de Vinc. Capecelatro (1850)
- Añadidos a Macbeth: melodrama en cuatro partes, música de Giuseppe Verdi (1850)